# 紅霍爾姆
58°03′N 37°07′E / 58.050°N 37.117°E
紅霍爾姆（俄语：Кра́сный Холм，意即「紅色山崗」）是俄羅斯特維爾州東部的一個城市，位於莫洛加河畔，距特維爾175公里。2002年人口6,396人。
1518年建立，1776年建市。